# Карнавал тварин
«Карнавал тварин» (фр. Le carnaval des animaux) — сюїта («зоологічна фантазія») для камерного ансамблю Каміля Сен-Санса.

## Історія створення
«Карнавал тварин» був написаний Камілем Сен-Сансом в лютому 1886 року під час відпочинку в Австрії. Композитор задумав цю музику як сюрприз для концерту, який віолончеліст Шарль Лебук повинен був дати на свято Жирного вівторка. Перше виконання відбувся 9 березня 1886 року, в ньому брали участь флейтист Поль Таффанель, кларнетист Шарль Тюрбан, контрабасист Еміль де Байї, для яких композитор спеціально написав сольні епізоди. Партії двох фортепіано виконували сам Сен-Санс і Луї Д'ємер.
Вважаючи цей твір лише музичним жартом, Сен-Санс заборонив видавати його за свого життя, не бажаючи уславитися автором «несерйозної» музики. Всі відомі виконання «Карнавалу тварин», що відбулися до 1921 (року смерті Сен-Санса), проходили в приватних зібраннях. Так, через місяць після прем'єри, 2 квітня 1886 року, цей твір було виконано в будинку Поліни Віардо в присутності Ференца Ліста. В інших виконаннях в різний час брали участь Габріель П'єрне, Альфред Корто, Альфредо Казелла (фортепіано), Марен Марсік (скрипка), Анатолій Брандуков (віолончель), Філіп Гобер (флейта), Проспер Мімар (кларнет).
Єдина частина сюїти, яку Сен-Санс дозволив видавати і виконувати — п'єса «Лебідь» для віолончелі та фортепіано. Ще за життя композитора вона міцно увійшла до репертуару віолончелістів.
Після смерті Сен-Санса партитура «Карнавалу» була видана і вперше виконана в публічному концерті 25 лютого 1922. Музика отримала велику популярність і часто виконується в концертах. Нерідко «Карнавал тварин» підноситься як музика для дітей і поєднується з поетичними або прозовими текстами, написаними спеціально для виконання.
«Карнавал тварин» сповнений гумором, іноді переходить в сатиру — в його частинах найчастіше містяться пародії і цитати з відомих музичних творів, висміюються людські пороки або просто ведеться наслідування голосам тварин. За висловом О. Майкапара «Персонажі, виведені композитором на цьому карнавалі, постають, крім лебедя, в жартівливому, а часом навіть в карикатурно-сатиричному вигляді. Причому в деяких випадках композитор мав на увазі не стільки власне тварин, скільки людські характери, які вони уособлюють»
Музика різних частин «Карнавалу тварин» часто використовується в кіно-і мультфільмах, рекламі, театральних постановках.

## Інструментальний склад
Спочатку композитор задумував виконання «Карнавалу» невеликим камерним ансамблем, проте згодом його нерідко грали навіть оркестром, збільшуючи кількість струнних інструментів. Існують також численні перекладання окремих частин сюїти для різних інструментів.
Оригінальна авторська інструментування передбачає такі інструменти: флейта (у фіналі також флейта-піколо), кларнет, скляна гармоніка (в наш час її партія виконується зазвичай на дзвіночках або челесті), ксилофон, два фортепіано, дві скрипки, альт, віолончель, контрабас.

## Музика
«Карнавал тварин» складається з чотирнадцяти частин:
1. «Вступ і Королівський марш лева» — фр. Introduction et Marche Royale du lion. У короткій інтродукції після тремоло двох фортепіано струнні вступають з основною темою, а після розходяться глісандо по всьому фортепіанному діапазону. Починається марш, в якому звучать фанфари, виконувані на фортепіано, і грубуваті хроматичні ходи, що зображують гарчання лева.
2. «Кури та півні» — фр. Poules et Coqs. Кларнет, скрипки, альт, фортепіано. Настирливі повторювані звуки, що зображують квоктання курей, перемежовуються з мотивом півнячого кукурікання. «Курячий» мотив взято з клавесинової сюїти Жан-Філіппа Рамо.
3. «Антилопи» (швидкі тварини) — фр. Hémiones (animaux véloces)[2]. Два фортепіано виконують швидкі пасажі.
4. «Черепахи» — фр. Tortues. Струнні і два фортепіано. Цитується канкан з оперети Оффенбаха «Орфей у пеклі», але уповільнений в кілька разів, що створює комічний ефект.
5. «Слон» ― фр. Eléphant). Контрабас і два фортепіано. Вальсоподібна мелодія, гра контрабасом, заснована на запозиченнях двох тем: танцю сільфія з драматичної легенди Берліоза «Засудження Фауста» і Скерцо з музики Мендельсона до комедії «Сон в літню ніч». Комізм полягає в тому, що музика, що замислювався як легка і повітряна і в оригіналі виконується інструментами високого регістру, передана нерухливому інструменту, і звучить у нижній частині діапазону, зображуючи танцюючого слона.
6. «Кенгуру» — фр. Kangourous. Два фортепіано. Гострі стакатні звучання з форшлагами зображують стрибки кенгуру.
7. «Акваріум» — фр. Aquarium. Флейта, скляна гармоніка, струнні, фортепіано. Звучання флейти, що грає мелодію, відтіняється «булькаючими» звучаннями і глісандо у фортепіано і скляної гармоніки, створюючи картину акваріума.
8. «Персонажі з довгими вухами» — фр. Personnages à longes oreilles. Скрипки чергуванням дуже високих і дуже низьких звуків зображують ослиний крик.
9. «Зозуля в глибині лісу» — фр. Le coucou au fond des bois. Кларнет і два фортепіано. На тлі розмірених акордів у фортепіано, що зображують ліс, кларнет (який, згідно з вказівкою автора, розміщується за лаштунками) періодично грає два звуки, подібні куванню зозулі.
10. «Пташник» — фр. Volière. Флейта, струнні і два фортепіано. На тлі «шелестить» тремоло у струнних флейта грає мелодію з трелями і стрибками, зображаючи пташиний спів.
11. «Піаністи» — фр. Pianistes. Два фортепіано у супроводі струнних грають гами і вправи в стилі Ганон або Черні. Ця частина без перерви переходить у наступну.
12. «Викопні» — фр. Fossiles. Кларнет, ксилофон, два фортепіано і струнні. Сен-Санс цитує власну симфонічну поему «Танець смерті», дитячі пісеньки «Ah! vous dirai-je, maman» і «Au clair de la lune», а також каватину Розіни з опери Россіні «Севільський цирульник».
13. «Лебідь» — фр. Le Cygne. Віолончель і два фортепіано. Співуча мелодія у віолончелі зображує плавний рух лебедя поверхнею води, а фігурації у фортепіано — брижі на ній. На музику «Лебедя» хореограф Михайло Фокін в 1907 році поставив знаменитий балетний номер «Вмираючий лебідь» для Анни Павлової. Сен-Санс був здивований таким трактуванням — в його п'єсі лебідь не вмирає — але не заперечував проти неї.
14. «Фінал» — фр. Finale. Виконує весь ансамбль. Весела і легка головна тема перемежовується мотивами з попередніх частин.